# Formuła 2 – Spa-Francorchamps 2018
Runda Formuły 2 na torze Circuit de Spa-Francorchamps – runda dziewiąta mistrzostw Formuły 2 w sezonie 2018.

## Wyniki

### Sesja treningowa
| Nr | Kierowca      | Konstruktor                     | Czas     | Okr. |
| -- | ------------- | ------------------------------- | -------- | ---- |
| 4  | Nyck de Vries | Petramina Prema Theodore Racing | 1:58,125 | 13   |

### Kwalifikacje
Źródło: motorsport.com
| Poz. | Nr | Kierowca            | Konstruktor                     | Czas     | Poz. s. |
| ---- | -- | ------------------- | ------------------------------- | -------- | ------- |
| 1    | 4  | Nyck de Vries       | Petramina Prema Theodore Racing | 1:56,054 | 1       |
| 2    | 8  | George Russell      | ART Grand Prix                  | 1:56,457 | 2       |
| 3    | 18 | Sérgio Sette Câmara | Carlin                          | 1:56,594 | 3       |
| 4    | 14 | Luca Ghiotto        | Campos Vexatec Racing           | 1:56,611 | 4       |
| 5    | 19 | Lando Norris        | Carlin                          | 1:56,723 | 5       |
| 6    | 5  | Alexander Albon     | DAMS                            | 1:56,878 | 6       |
| 7    | 21 | Antonio Fuoco       | Charouz Racing System           | 1:56,930 | 10      |
| 8    | 12 | Nirei Fukuzumi      | BWT Arden                       | 1:57,169 | 7       |
| 9    | 20 | Louis Delétraz      | Charouz Racing System           | 1:57,183 | 8       |
| 10   | 1  | Artiom Markiełow    | Russian Time                    | 1:57,266 | 9       |
| 11   | 2  | Tadasuke Makino     | Russian Time                    | 1:57,394 | 11      |
| 12   | 6  | Nicholas Latifi     | DAMS                            | 1:57,515 | 12      |
| 13   | 10 | Ralph Boschung      | MP Motorsport                   | 1:57,596 | 13      |
| 14   | 11 | Maximilian Günther  | BWT Arden                       | 1:57,635 | 14      |
| 15   | 16 | Arjun Maini         | Trident                         | 1:57,718 | 15      |
| 16   | 7  | Jack Aitken         | ART Grand Prix                  | 1:57,754 | 16      |
| 17   | 15 | Roy Nissany         | Campos Vexatec Racing           | 1:57,773 | 17      |
| 18   | 3  | Sean Gelael         | Petramina Prema Theodore Racing | 1:57,878 | 18      |
| 19   | 17 | Alessio Lorandi     | Trident                         | 1:58,174 | 19      |
| 20   | 9  | Dorian Boccolacci   | MP Motorsport                   | 1:58,338 | 20      |
| Poz. | Nr | Kierowca            | Konstruktor                     | Czas     | Poz. s. |

Uwagi
1. ↑  Antonio Fuoco został ukarany cofnięciem o trzy pozycje na starcie za niewykonanie kary w sprincie podczas rundy na Hungaroringu.

### Główny wyścig

#### Wyścig
Źródło: motorsport.com
| P                 | + / –     | Nr | Kierowca            | Konstruktor                     | Okr. | Czas / Strata | Komentarz |
| ----------------- | --------- | -- | ------------------- | ------------------------------- | ---- | ------------- | --------- |
| 1                 | Bez zmian | 4  | Nyck de Vries       | Petramina Prema Theodore Racing | 25   | 56:02,281     |           |
| 2                 | 1         | 18 | Sérgio Sette Câmara | Carlin                          | 25   | +0:03,153     |           |
| 3                 | 1         | 8  | George Russell      | ART Grand Prix                  | 25   | +0:05,572     |           |
| 4                 | 1         | 19 | Lando Norris        | Carlin                          | 25   | +0:08,906     |           |
| 5                 | 1         | 5  | Alexander Albon     | DAMS                            | 25   | +0:09,408     |           |
| 6                 | 3         | 1  | Artiom Markiełow    | Russian Time                    | 25   | +0:13,181     |           |
| 7                 | 3         | 14 | Luca Ghiotto        | Campos Vexatec Racing           | 25   | +0:13,211     |           |
| 8                 | 4         | 6  | Nicholas Latifi     | DAMS                            | 25   | +0:14,674     |           |
| 9                 | 5         | 11 | Maximilian Günther  | BWT Arden                       | 25   | +0:15,915     |           |
| 10                | 7         | 15 | Roy Nissany         | Campos Vexatec Racing           | 25   | +0:22,354     |           |
| 11                | 5         | 7  | Jack Aitken         | ART Grand Prix                  | 25   | +0:23,917     |           |
| 12                | 1         | 2  | Tadasuke Makino     | Russian Time                    | 25   | +0:24,477     |           |
| 13                | 6         | 17 | Alessio Lorandi     | Trident                         | 25   | +0:26,417     |           |
| 14                | 1         | 16 | Arjun Maini         | Trident                         | 25   | +0:28,920     |           |
| 15                | 5         | 9  | Dorian Boccolacci   | MP Motorsport                   | 25   | +0:29,612     |           |
| 16                | 2         | 3  | Sean Gelael         | Petramina Prema Theodore Racing | 25   | +0:32,482     |           |
| 17                | 7         | 21 | Antonio Fuoco       | Charouz Racing System           | 25   | +0:32,706     |           |
| 18                | 10        | 20 | Louis Delétraz      | Charouz Racing System           | 25   | +0:34,112     |           |
| Niesklasyfikowani |           |    |                     |                                 |      |               |           |
|                   |           | 10 | Ralph Boschung      | MP Motorsport                   | 18   | +7 okr.       | wypadek   |
|                   |           | 12 | Nirei Fukuzumi      | BWT Arden                       | 13   | +12 okr.      | silnik    |
| P                 | + / –     | Nr | Kierowca            | Konstruktor                     | Okr. | Czas / Strata | Komentarz |

#### Najszybsze okrążenie
| Nr | Kierowca      | Konstruktor                     | Czas     | Okr. |
| -- | ------------- | ------------------------------- | -------- | ---- |
| 4  | Nyck de Vries | Petramina Prema Theodore Racing | 2:00,632 | 19   |

### Sprint

#### Wyścig
Źródło: motorsport.com
| P                 | + / –     | Nr | Kierowca            | Konstruktor                     | Okr. | Czas / Strata | Komentarz   |
| ----------------- | --------- | -- | ------------------- | ------------------------------- | ---- | ------------- | ----------- |
| 1                 | Bez zmian | 6  | Nicholas Latifi     | DAMS                            | 18   | 37:13,659     |             |
| 2                 | 3         | 19 | Lando Norris        | Carlin                          | 18   | +0:10,402     |             |
| 3                 | 1         | 5  | Alexander Albon     | DAMS                            | 18   | +0:10,766     |             |
| 4                 | 4         | 4  | Nyck de Vries       | Petramina Prema Theodore Racing | 18   | +0:13,210     |             |
| 5                 | 2         | 1  | Artiom Markiełow    | Russian Time                    | 18   | +0:13,448     |             |
| 6                 | 4         | 14 | Luca Ghiotto        | Campos Vexatec Racing           | 18   | +0:22,179     |             |
| 7                 | 1         | 8  | George Russell      | ART Grand Prix                  | 18   | +0:23,357     |             |
| 8                 | 6         | 16 | Arjun Maini         | Trident                         | 18   | +0:31,864     |             |
| 9                 | 2         | 18 | Sérgio Sette Câmara | Carlin                          | 18   | +0:33,578     |             |
| 10                | 1         | 7  | Jack Aitken         | ART Grand Prix                  | 18   | +0:34,567     |             |
| 11                | 1         | 2  | Tadasuke Makino     | Russian Time                    | 18   | +0:40,032     |             |
| 12                | 7         | 10 | Ralph Boschung      | MP Motorsport                   | 18   | +0:40,100     |             |
| 13                | 5         | 20 | Louis Delétraz      | Charouz Racing System           | 18   | +0:42,899     |             |
| 14                | 4         | 15 | Roy Nissany         | Campos Vexatec Racing           | 18   | +0:44,631     |             |
| 15                | 2         | 17 | Alessio Lorandi     | Trident                         | 18   | +0:52,568     |             |
| 16                | 7         | 11 | Maximilian Günther  | BWT Arden                       | 18   | +0:55,305     |             |
| 17                | 3         | 12 | Nirei Fukuzumi      | BWT Arden                       | 18   | +0:59,007     |             |
| 18                | 3         | 9  | Dorian Boccolacci   | MP Motorsport                   | 18   | +1:00,115     |             |
| 19                | 2         | 21 | Antonio Fuoco       | Charouz Racing System           | 18   | +1:06,936     |             |
| Niesklasyfikowani |           |    |                     |                                 |      |               |             |
|                   |           | 3  | Sean Gelael         | Petramina Prema Theodore Racing | 2    | +16 okr.      | wycofał się |
| P                 | + / –     | Nr | Kierowca            | Konstruktor                     | Okr. | Czas / Strata | Komentarz   |

#### Najszybsze okrążenie
| Nr | Kierowca        | Konstruktor | Czas     | Okr. |
| -- | --------------- | ----------- | -------- | ---- |
| 6  | Nicholas Latifi | DAMS        | 2:01,484 | 2    |

## Klasyfikacja po zakończeniu rundy

### Kierowcy
| P  | +/− | Kierowca            | Starty | Punkty | P1 | P2 | P3 | PP | NO | NS |
| -- | --- | ------------------- | ------ | ------ | -- | -- | -- | -- | -- | -- |
| 1  | 0   | George Russell      | 18     | 188    | 4  | 3  | 1  | 3  | 4  | 3  |
| 2  | 0   | Lando Norris        | 18     | 183    | 1  | 3  | 4  | 1  | 1  | –  |
| 3  | 0   | Alexander Albon     | 18     | 161    | 3  | 1  | 1  | 3  | –  | 3  |
| 4  | +1  | Nyck de Vries       | 18     | 153    | 3  | 2  | –  | 1  | 5  | 4  |
| 5  | −1  | Artiom Markiełow    | 18     | 128    | 3  | –  | 1  | –  | 4  | 2  |
| 6  | +1  | Sérgio Sette Câmara | 16     | 124    | –  | 3  | 3  | 1  | –  | 3  |
| 7  | −1  | Antonio Fuoco       | 17     | 112    | 1  | –  | 4  | –  | 1  | 1  |
| 8  | 0   | Luca Ghiotto        | 18     | 89     | –  | 1  | 2  | –  | 1  | 2  |
| 9  | 0   | Louis Delétraz      | 18     | 62     | –  | 2  | –  | –  | –  | 4  |
| 10 | 0   | Jack Aitken         | 17     | 61     | 1  | 1  | –  | –  | –  | 2  |
| 11 | +2  | Nicholas Latifi     | 18     | 55     | 1  | –  | 1  | –  | 2  | 1  |
| 12 | 0   | Maximilian Günther  | 18     | 41     | 1  | 1  | –  | –  | –  | 3  |
| 13 | −2  | Roberto Merhi       | 15     | 41     | –  | –  | 1  | –  | –  | 2  |
| 14 | 0   | Sean Gelael         | 18     | 29     | –  | 1  | –  | –  | –  | 7  |
| 15 | 0   | Arjun Maini         | 18     | 24     | –  | –  | –  | –  | –  | 2  |
| 16 | 0   | Tadasuke Makino     | 18     | 20     | –  | –  | –  | –  | –  | 3  |
| 17 | 0   | Ralph Boschung      | 18     | 13     | –  | –  | –  | –  | –  | 8  |
| 18 | 0   | Nirei Fukuzumi      | 17     | 11     | –  | –  | –  | –  | –  | 3  |
| 19 | 0   | Santino Ferrucci    | 13     | 7      | –  | –  | –  | –  | –  | 1  |
| 20 | 0   | Roy Nissany         | 18     | 1      | –  | –  | –  | –  | –  | 4  |
| 21 | 0   | Alessio Lorandi     | 4      | 0      | –  | –  | –  | –  | –  | 1  |
| 22 | N   | Dorian Boccolacci   | 2      | 0      | –  | –  | –  | –  | –  | –  |
| P  | +/− | Kierowca            | Starty | Punkty | P1 | P2 | P3 | PP | NO | NS |

### Zespoły
| P  | +/− | Konstruktor                     | Starty | Punkty | P1 | P2 | P3 | PP | NO | NS |
| -- | --- | ------------------------------- | ------ | ------ | -- | -- | -- | -- | -- | -- |
| 1  | 0   | Carlin                          | 34     | 307    | 1  | 6  | 7  | 2  | 1  | 3  |
| 2  | 0   | ART Grand Prix                  | 35     | 249    | 5  | 4  | 1  | 3  | 4  | 5  |
| 3  | 0   | DAMS                            | 36     | 216    | 4  | 1  | 2  | 3  | 2  | 4  |
| 4  | +1  | Petramina Prema Theodore Racing | 36     | 182    | 3  | 3  | –  | 1  | 5  | 11 |
| 5  | −1  | Charouz Racing System           | 35     | 174    | 1  | 2  | 4  | –  | 1  | 5  |
| 6  | 0   | Russian Time                    | 36     | 148    | 3  | –  | 1  | –  | 4  | 5  |
| 7  | 0   | Campos Vexatec Racing           | 36     | 90     | –  | 1  | 2  | –  | 1  | 6  |
| 8  | 0   | MP Motorsport                   | 35     | 54     | –  | –  | 1  | –  | –  | 10 |
| 9  | 0   | BWT Arden                       | 35     | 52     | 1  | 1  | –  | –  | –  | 6  |
| 10 | 0   | Trident                         | 35     | 31     | –  | –  | –  | –  | –  | 4  |
| P  | +/− | Konstruktor                     | Starty | Punkty | P1 | P2 | P3 | PP | NO | NS |